# Jean-Auguste-Dominique Ingres
Jean-Auguste-Dominique Ingres ([ʒɑ̃ oˈɡyst dɔmiˈnik ɛ̃ɡʁ(ə)]; Montauban, 29 agosto 1780 – Parigi, 14 gennaio 1867) è stato un pittore francese, considerato uno dei maggiori esponenti della pittura neoclassica.

## Biografia

### Giovinezza

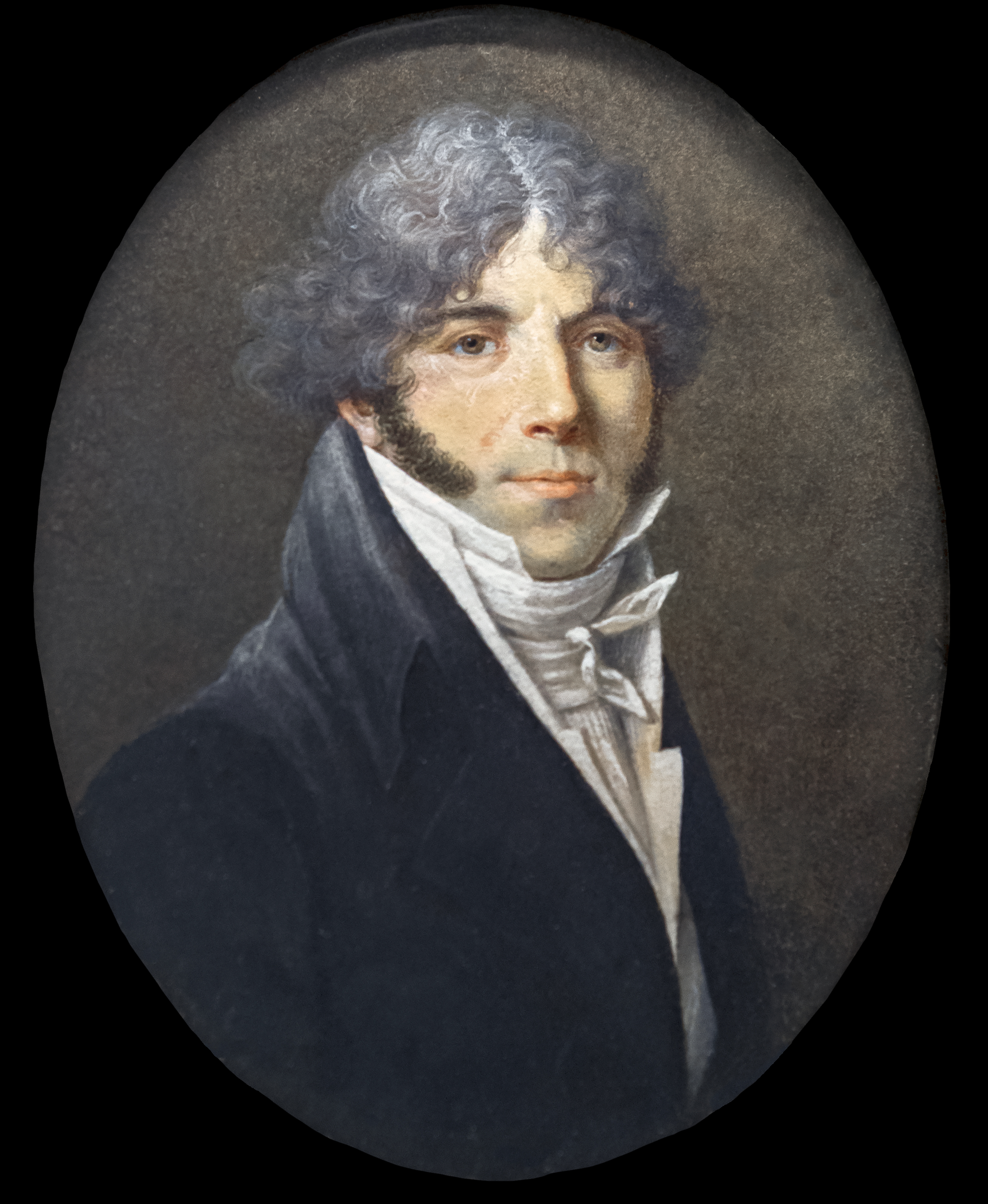
Jean-Marie-Joseph Ingres, padre del pittore, Autoritratto (1804), Montauban, musée Ingres-Bourdelle

Jean-Auguste-Dominique Ingres nacque a Montauban, in Francia, primo di sette fratelli (cinque dei quali sono sopravvissuti al periodo neonatale). Il padre, Jean-Marie-Joseph Ingres (1755–1814), era un decoratore e miniatore non privo di talento, figlio di Marie-Anne Pradal e del sarto Pierre-Guillaume Ingres; la madre, Anne Moulet (1758–1817), era invece la figlia quasi analfabeta di un parrucchiere, Jean Moulet e di Jeanne Lacroix. La formazione di Ingres avvenne nell'ambito artistico francese sotto la guida del padre, che fu in grado di valorizzare il precoce talento del figlio introducendolo all'esercizio del disegno. A partire dal 1786 iniziò a seguire le lezioni dell'École des Frères de l'Éducation Chrétienne locale; Ingres frequentò la scuola sino a quando venne chiusa a causa di alcuni tumulti popolari che già preludevano allo scoppio della Rivoluzione Francese.
Nello stesso anno Ingres si trasferì con la famiglia a Tolosa, dove proseguì la sua formazione e conobbe illustri personaggi. Presso la Académie Royale de Peinture, Sculpture et Architecture, dove si era iscritto, egli studiò sotto la guida dello scultore Jean-Pierre Vigan, del paesaggista Jean Briant e del pittore neoclassico Guillaume-Joseph Roques. L'amore contagioso di Roques per l'arte di Raffaello avrebbe influenzato in maniera decisiva il giovane Ingres, che si accostò affascinato allo studio della Roma delle antichità, dove venti anni addietro Jacques-Louis David aveva iniziato la rivoluzione neoclassica in pittura. Contestualmente, Ingres venne avviato allo studio della musica con l'aiuto del violinista Lejeune: rivelò doti musicali notevoli, tanto che diventò secondo violino dell'orchestra municipale di Tolosa. Da questa sua seconda attività artistica è nato un modo di dire molto diffuso in francese, «violon d'Ingres» ("violino d'Ingres"), con cui si indica una passione in cui si eccelle coltivata parallelamente alla propria attività principale.

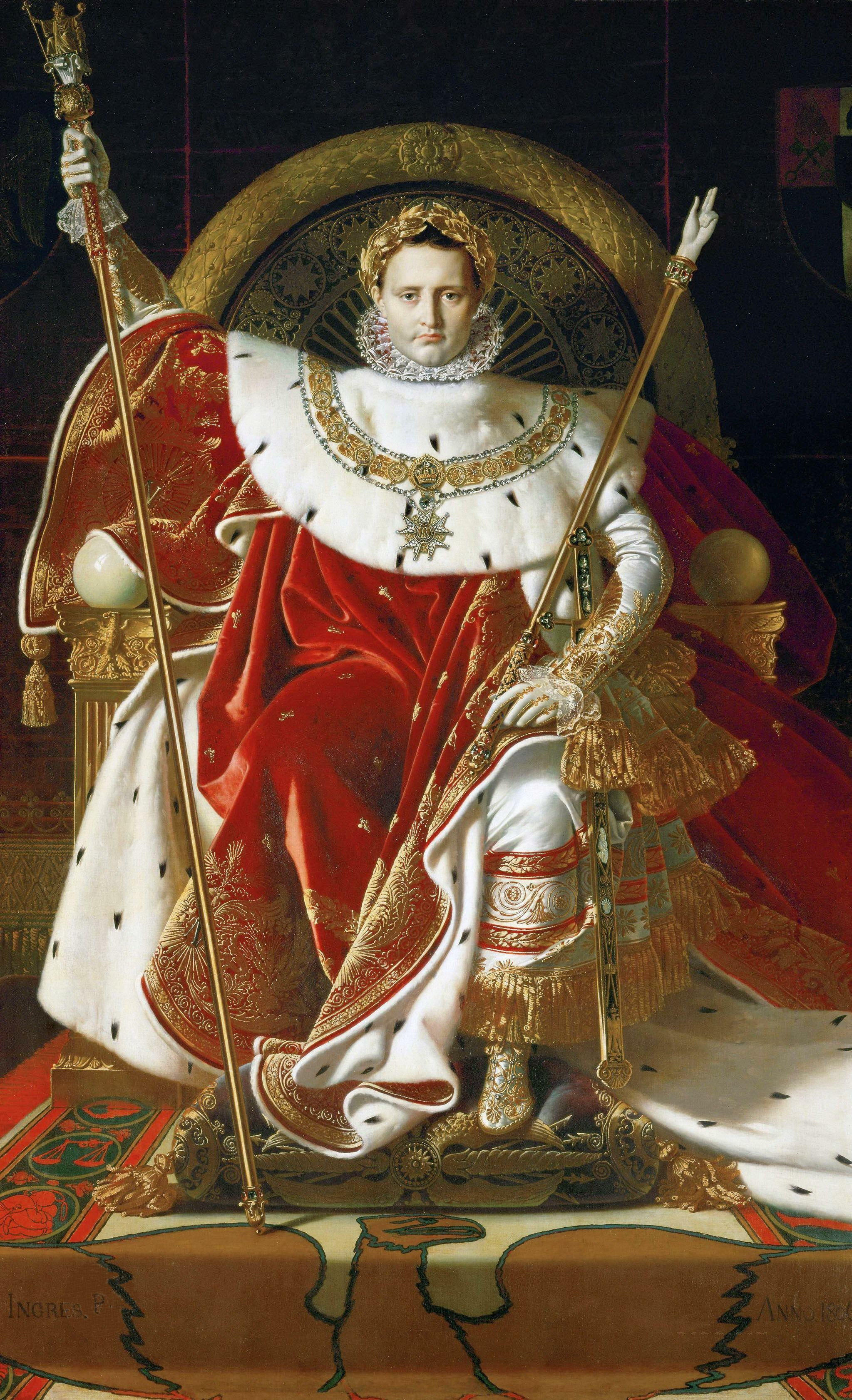
Jean-Auguste-Dominique Ingres, Napoleone I sul trono imperiale (1806); olio su tela, 259 × 162 cm, Musée de l'Armée

### A Parigi
Dopo aver riportato il primo premio di disegno all'Accademia di Tolosa nel 1797, Ingres decise di trasferirsi a Parigi per studiare arte al seguito dell'illustre pittore neoclassico Jacques-Louis David, in quell'anno assorbito nell'esecuzione del gran quadro delle Sabine. Giunto nella capitale francese poco prima del 18 fruttidoro dell'anno V (4 settembre 1797), Ingres apprese in questo ambiente gli ideali neoclassici e sviluppò la sua particolare armonia delle linee tenui e nell'utilizzo del colore.
Intanto, nel 1800, Ingres concorse per il prix de Rome, una borsa di studio che garantiva ai vincitori un periodo di perfezionamento artistico presso la città Eterna; pur risultando secondo (David, infatti, predilesse un altro suo allievo per evitare che partisse per il servizio militare), l'artista riuscì comunque ad aggiudicarsi l'ambito premio qualche anno dopo con l'esecuzione de Gli ambasciatori di Agamennone. Ingres, tuttavia, poté recarsi a Roma solo nel 1806, quando lo stato francese poté finalmente accumulare fondi sufficienti per finanziare il viaggio.
Trasferitosi in una cella del convento sconsacrato delle Cappuccine a Parigi, dove visse in compagnia dell'amico Lorenzo Bartolini, Ingres acquisì una certa notorietà dipingendo ritratti: di questi, si segnalano La famiglia Rivière, La bella Zelia, Il primo console, e l'Autoritratto. Come raramente accadde negli artisti della sua generazione, inoltre, Ingres studiò assiduamente i maestri del passato: oltre agli italiani quali Andrea Mantegna e Raffaello (suo punto di riferimento privilegiato), egli si formò anche sull'esempio della tradizione pittorica fiamminga, ben rappresentata da Hans Holbein il Vecchio e Jan van Eyck. Fu proprio quest'ultimo una delle fonti d'ispirazione per il Napoleone in trono, completato nel 1806 e presentato al Salon dello stesso anno. L'opera, in cui il generale corso viene assimilato a un Giove onnipotente, fu da subito oggetto di critiche molto aspre e virulente, suscitate dalla mancanza di somiglianza del Napoleone ivi effigiato con il modello reale. Ingres, ricoperto di vituperi dalla stampa (che lo definì addirittura «pittore al chiaro di luna»), fortunatamente partì per Roma proprio in concomitanza con l'apertura del Salon, iniziando un vero e proprio esilio volontario destinato a durare diciotto anni.

### In Italia

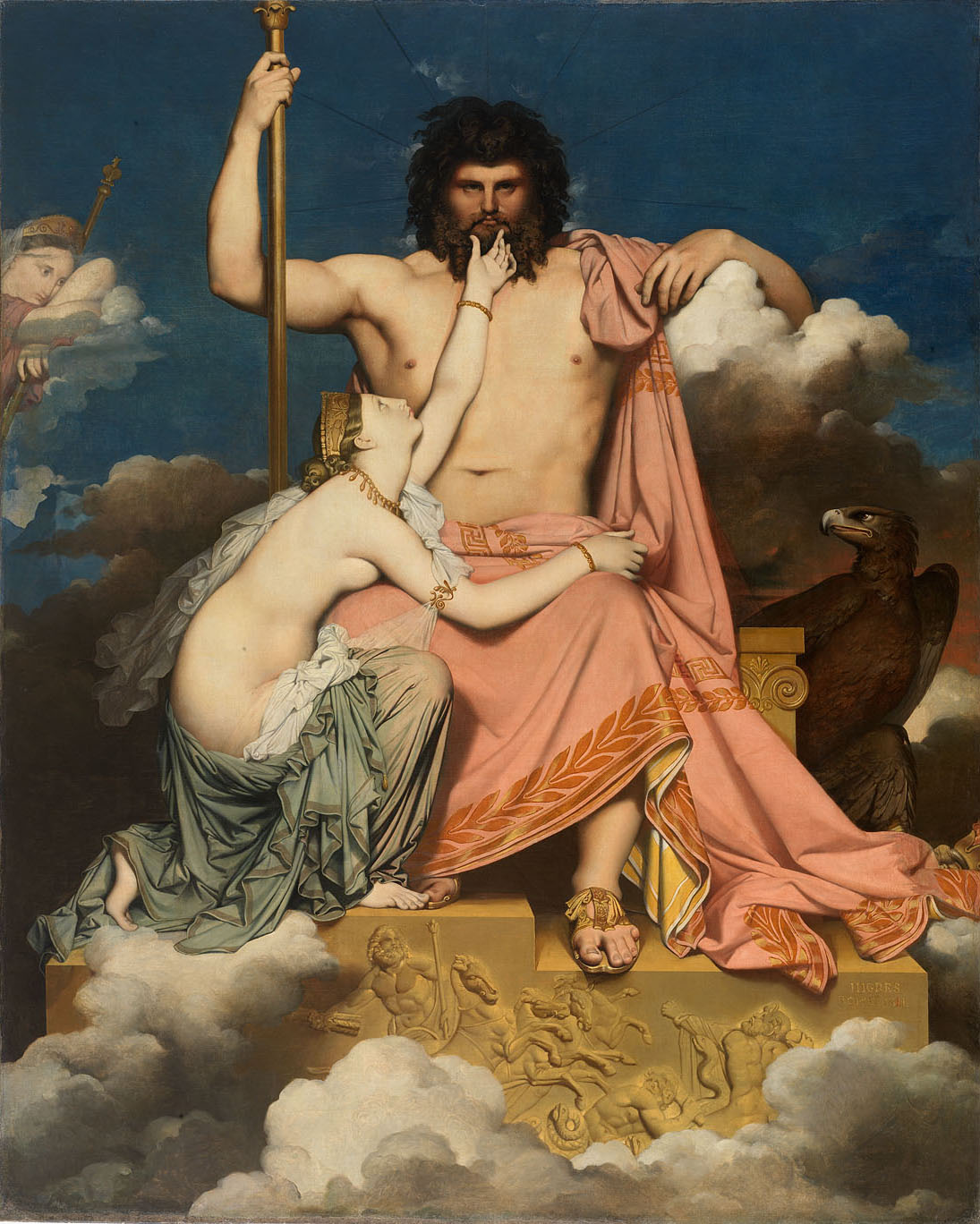
Jean-Auguste-Dominique Ingres, Giove e Teti (1811); olio su tela, 324×260 cm, museo Granet, Aix-en-Provence

Insediatosi presso villa Medici, sede dell'Accademia di Francia, a Roma Ingres continuò i propri studi pittorici, guardando con molto interesse soprattutto Raffaello e i quattrocentisti, che assunse a modello per perseguire l'ideale di purezza formale e di eleganza. Nel frattempo, continuò a partecipare ai Salon, inviando di volta in volta propri dipinti a Parigi: nel 1808 fu la volta di Edipo e la Sfinge e La bagnante di Valpinçon, dipinti con i quali Ingres intendeva dimostrare la perizia raggiunta nella raffigurazione di nudi maschili e femminili. Le opere, tuttavia, non piacquero agli accademici francesi, che ricoprirono le due tele di vituperi sprezzanti. Assai intensa l'attività ritrattistica di Ingres in questo periodo: ai primi anni a Roma risalgono i ritratti di Duvauçay, François-Marius Granet, Edme-François-Joseph Bochet, Madame Panckoucke, e Madame la Comtesse de Tournon.
Nel 1811 inviò a Parigi, quale saggio conclusivo del suo quinquennio di studio romano, l'immensa tela raffigurante Giove e Teti, ancora stavolta sottoposta a violente critiche, perfino più acerbe di quelle rivolte alla Bagnante e a Edipo e la Sfinge. Ingres ne rimase basito: il pubblico era totalmente indifferente, e gli unici ad apprezzare il suo lavoro erano Eugène Delacroix e la cerchia di Pierre-Narcisse Guérin, i due iniziatori di quella stagione romantica che Ingres avrebbe guardato con diffidenza per il resto della sua vita (lo stesso Delacroix era definito da Ingres «apostolo del brutto»).

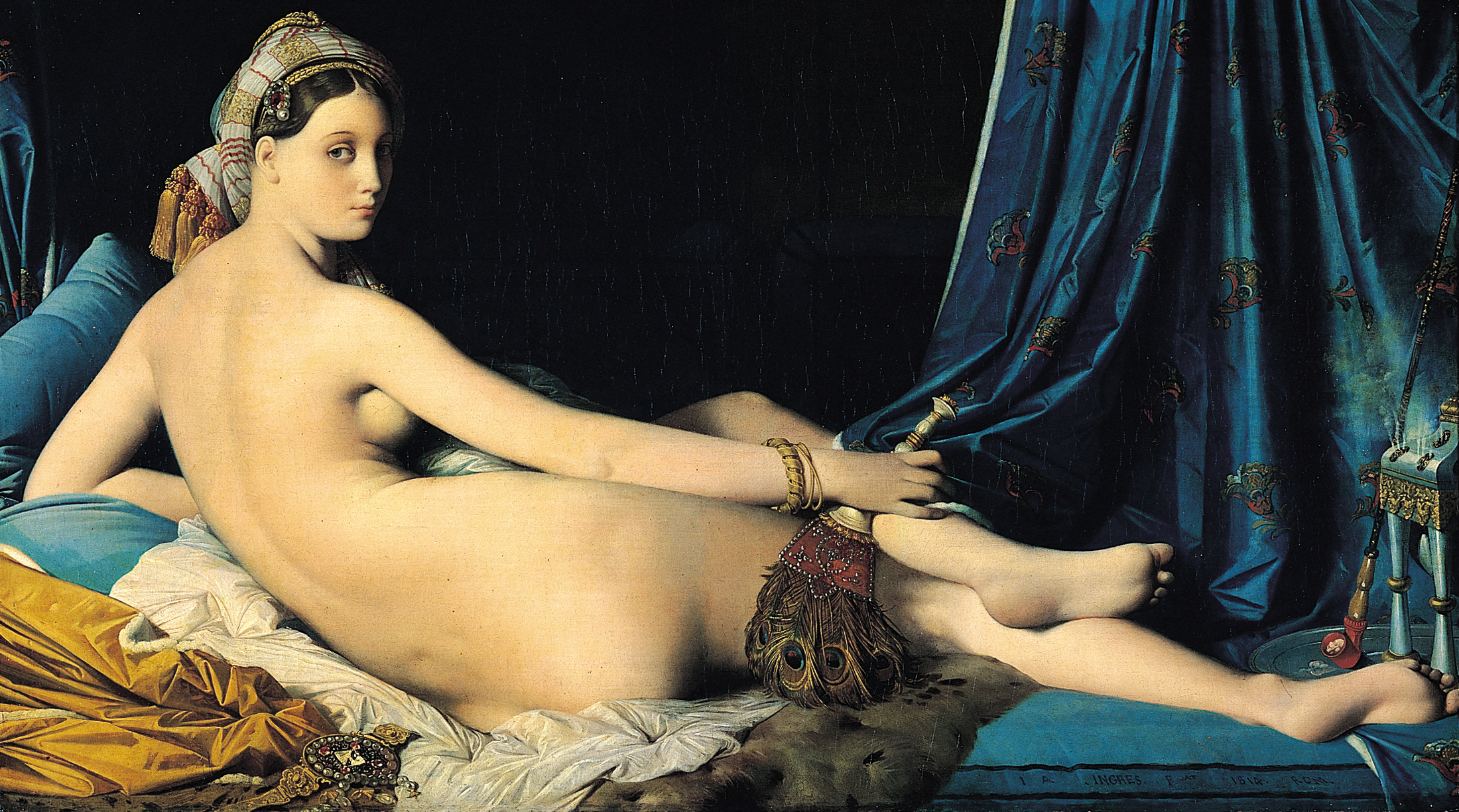
Jean-Auguste-Dominique Ingres, La grande odalisca (1814); olio su tela, 91×162 cm, museo del Louvre, Parigi

Terminato il pensionato presso villa Medici, Ingres decise di prolungare la sua permanenza a Roma, e prese residenza a via Gregoriana, dove aprì uno studio privato. Furono questi anni bui, allietati solo dal matrimonio con Madeleine Chapelle, una giovane fanciulla con cui Ingres si era fidanzato per corrispondenza, senza averla mai vista prima delle nozze, celebrate nel settembre 1813. Grazie al supporto della moglie Ingres poté risollevare le proprie sorti, dipingendo tele destinate a divenire celebri: tra le più significative si segnalano Il sogno di Ossian, eseguito sul solco dell'attenzione prestata al bardo nordico Ossian sin dagli anni settanta del Settecento; Paolo e Francesca, esplicitamente desunto dalla materia dantesca; e infine La grande odalisca, dove una sensuale odalisca è mollemente adagiata su un letto, in un'opera ricolma di contaminazioni romantiche per il gusto sull'esotico. Queste ultime due tele, in particolare, furono eseguite su commissione di Carolina Bonaparte, moglie di Gioacchino Murat: con la sconfitta di Murat (5 maggio 1815) e il ritorno dei Borbone Ingres non fu mai pagato per queste due opere, e per lui iniziò nuovamente un periodo di nera miseria.
In questi anni oscuri e sfortunati Ingres per guadagnarsi da vivere iniziò a eseguire e vendere piccoli ritratti per i turisti, attività che guardò sempre con disprezzo. Ciò malgrado, Ingres non mancò di coltivare il proprio talento musicale: strinse amicizia con Niccolò Paganini, e suonò regolarmente il violino con altri musici che condividevano il suo entusiasmo per Mozart, Beethoven, Gluck e Haydn. Nel 1820 Ingres si trasferì insieme alla moglie a Firenze, dove lo attendeva l'amico Bartolini; fu nella città toscana che le sue sorti si risollevarono, quando ricevette dalla Francia l'importante commissione di eseguire Il voto di Luigi XIII.

### Maturità artistica

#### Il successo
Ingres espose Il voto di Luigi XIII al Salon del 1824, riscuotendo finalmente un grande successo di critica: fu così che Ingres venne consacrato l'autore capo della scuola classicista, contrapponendosi idealmente al romanticismo di Delacroix, che nello stesso Salon esponeva Il massacro di Scio. Il voto di Luigi XIII, insomma, gli valse fama e ruolo da divo: nel gennaio 1825 fu insignito della Legion d'onore dal re Carlo X di Francia, e nello stesso anno venne nominato membro dell'Institut.
Nel 1827 Ingres, su commissione del governo, stese un quadro destinato a divenire un manifesto del Neoclassicismo: si tratta dell'Apoteosi di Omero, dove l'illustre poeta greco siede davanti alla facciata di un tempio ionico, circondato da altri poeti in un'atmosfera di grande solennità e magniloquenza, apprezzata anche dai Romantici. Nel 1833 Ingres presentò al Salon il Ritratto di monsieur Bertin, che malgrado le critiche (molti, turbati dal realismo dell'opera, trovarono la posa di Bertin volgare), pure riscosse un notevole successo.

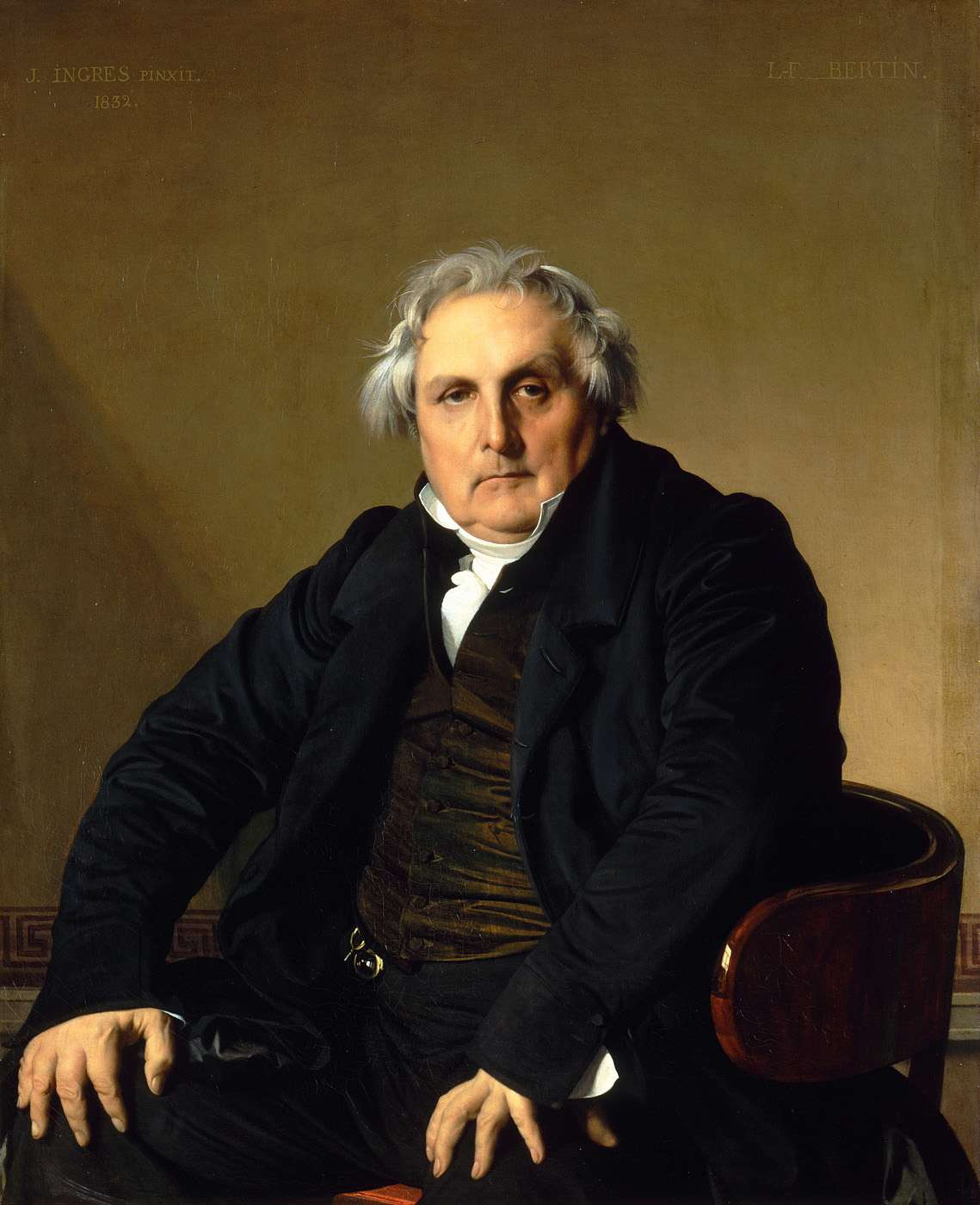
Jean-Auguste-Dominique Ingres, Ritratto di monsieur Bertin (1832), olio su tela, 116x95 cm, museo del Louvre, Parigi

Ben altri esiti ebbe Il martirio di San Sinforiano, che Ingres completò nel 1834: l'opera, infatti, non piacque al pubblico del Salon e fu oggetto delle burle dell'intero mondo artistico parigino. Oltraggiato da quest'insuccesso, Ingres lasciò la Francia e fece ritorno a Roma, in veste di direttore dell'Accademia di Francia, carica che manterrà fino al 1840, quando fa ritorno a Parigi: nell'Urbe, oltre ad stringere amicizia con Franz Liszt, eseguì l'Antioco e Stratonice e l'Odalisca con la schiava.

#### Ultimi anni
Ritornato a Parigi nel 1841, Ingres venne trionfalmente accolto da Luigi Filippo di Francia, che lo ricevette alla reggia di Versailles. Nel 1839 gli vennero commissionate dal duca di Luynes, ricco e dotto archeologo, le pitture murali del suo castello a Dampierre. Il progetto iniziale prevedeva l'esecuzione di un'Età dell'oro e di un pendant raffigurante l'Età del ferro: fiaccato dalla morte prematura della moglie Madeleine (scomparsa il 27 luglio 1849), Ingres non riuscì mai a portare a termine l'impresa decorativa. 
Le seconde nozze con Delphine Ramel, di ventisette anni più giovane, parvero allietare Ingres, che così poté ritornare a dedicarsi all'arte. Appartengono a questo periodo l'Apoteosi di Napoleone, eseguita per il soffitto di una sala dell'Hôtel de Ville a Parigi (distrutto in un incendio; oggi ce ne rimane solo un bozzetto), e La sorgente, tela ideata a Firenze nel 1820 ma portata a termine soltanto nel 1856. Nel 1862 Ingres dipinse la sua ultima opera, il Bagno turco: ultimato a ottantadue anni, l'opera - che raffigura un harem con languide schiave - si può considerare una summa delle numerosissime immagini femminili realizzate dall'artista nell'arco di settant'anni.
Jean-Auguste-Dominique Ingres, infine, morì a Parigi il 14 gennaio 1867, stroncato da una polmonite all'età di ottantasei anni; è sepolto al cimitero di Père-Lachaise in un sepolcro disegnato dall'allievo Jean-Marie Bonnassieux.

## Stile

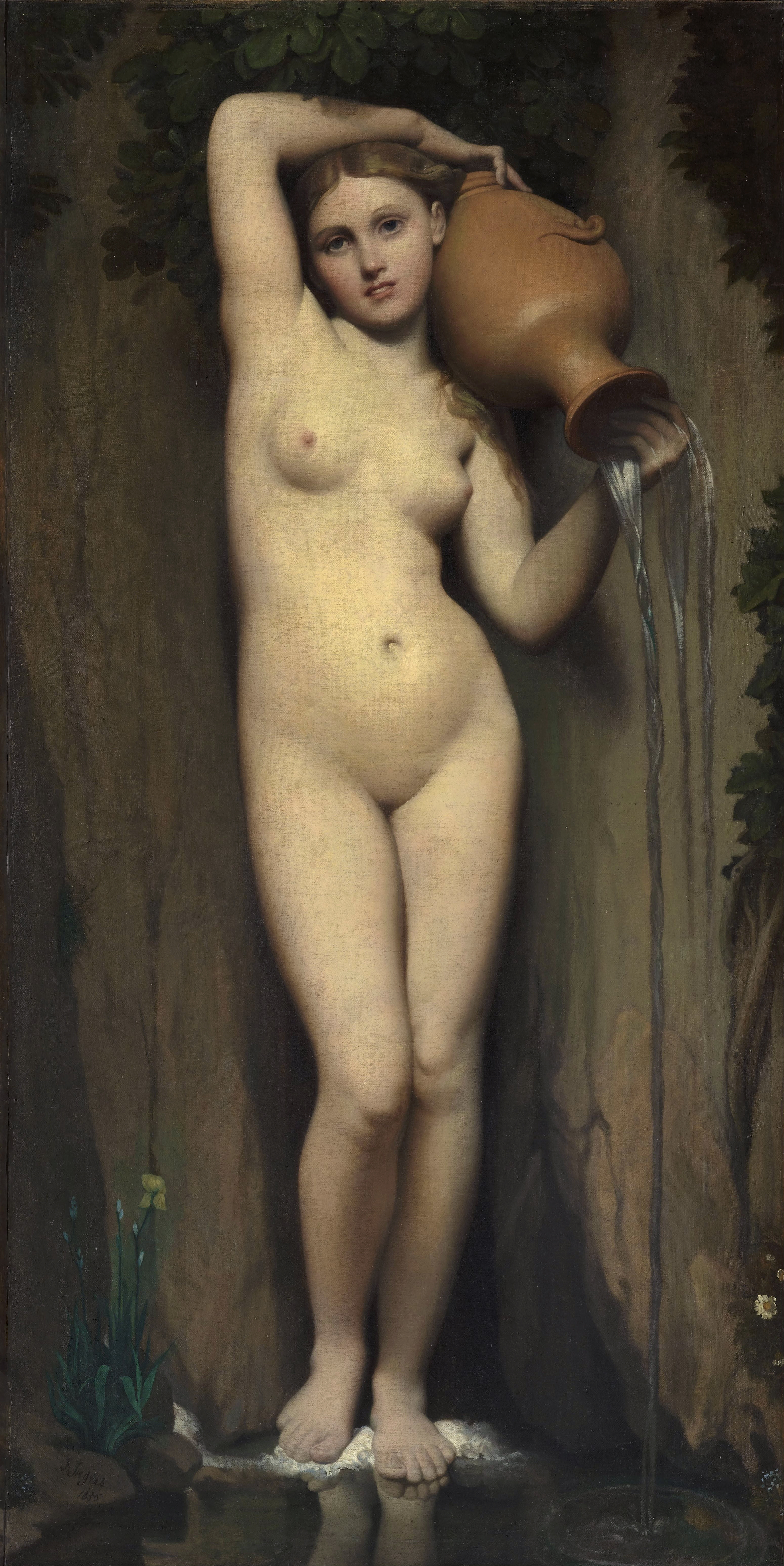
Jean-Auguste-Dominique Ingres, La sorgente (dal 1820 al 1856); olio su tela, 163×80 cm, museo d'Orsay, Parigi

Jean-Auguste-Dominique Ingres è considerato uno dei massimi esponenti del Neoclassicismo in pittura. Riportiamo di seguito il giudizio del poeta francese Charles Baudelaire, che nel 1848 ebbe modo di osservare:
(Charles Baudelaire)
Due, in particolare, sono i modelli artistici che hanno ispirato Ingres: Jacques-Louis David e Raffaello. Pur subendo significativamente l'influenza del neoclassicismo di David, Ingres si discostò parzialmente dal modello del maestro, del quale rimproverò l'enfasi, la mancanza di spontaneità e i quadri ancora ricchi di elementi barocchi, e pertanto superflui, come le composizioni gremite, i panneggi svolazzanti, e la molteplicità di punti di fuga. Come osservato da Marco Fabio Apolloni, David fu per Ingres «un classico non beatamente venerato, ma amato e odiato, copiato e contestato». Raffaello, invece, era per Ingres sinonimo di grazia, eleganza, e semplicità, e da lui ne fu influenzato specialmente per quanto concerne la scelta dei colori e del disegno.
Dal punto di vista teorico, invece, Ingres accolse con vivo entusiasmo le teorie di Johann Joachim Winckelmann, le quali miravano a stabilire le norme essenziali dello stile neoclassico: i contorni netti ed essenziali, le composizioni molto equilibrate e simmetriche prive di elementi superflui, lo studio dell'arte antica sono caratteristiche che trovano riscontro immediato nell'attività pittorica di Ingres. Il pittore conciliò il gusto neoclassico pure con tematiche vicine alla sensibilità romantica, come avviene nel Sogno di Ossian. Ingres, tuttavia, non visse pedissequamente l'ispirazione neoclassica, che compenetrò con modelli artistici assai eterogenei, quali John Flaxman, Raffaello, Mantegna, Hans Holbein il Vecchio, Jan van Eyck, la scultura greca arcaica, e l'arte ellenistica, bizantina, gotica: fu così che diede vita a uno stile pittorico personale e immutabile, che si manifesta soprattutto nelle opere dedicate al tema del nudo femminile, come la Grande bagnante, la Grande odalisca, la Sorgente, e il Bagno turco.
Nei dipinti, infine, Ingres impiega una linea sinuosa che serve a delimitare le aree dove va steso il colore, per lo più di natura fredda (rosso, arancione, marrone sono cromie quasi del tutto escluse nella tavolozza del pittore), e a gestire la disposizione spaziale degli elementi nel dipinto, che si possono strutturare su costruzioni piramidali (come in Giove e Teti) o stellari (nel caso del Bagno turco). Speciale menzione meritano le capacità di disegnatore di Ingres, il quale infatti proclamava la supremazia del disegno rispetto al colore. I disegni di Ingres non sono solo studi preparatori, ma autentici punti d'arrivo, dove egli appare vigoroso e fecondo: non a caso, molti dei disegni eseguiti dal maestro francese godono di un'esistenza autonoma e hanno bisogno di una traduzione in pittura. Riportiamo di seguito un commento di Ingres in merito:
(Jean-Auguste-Dominique Ingres)

## Retaggio

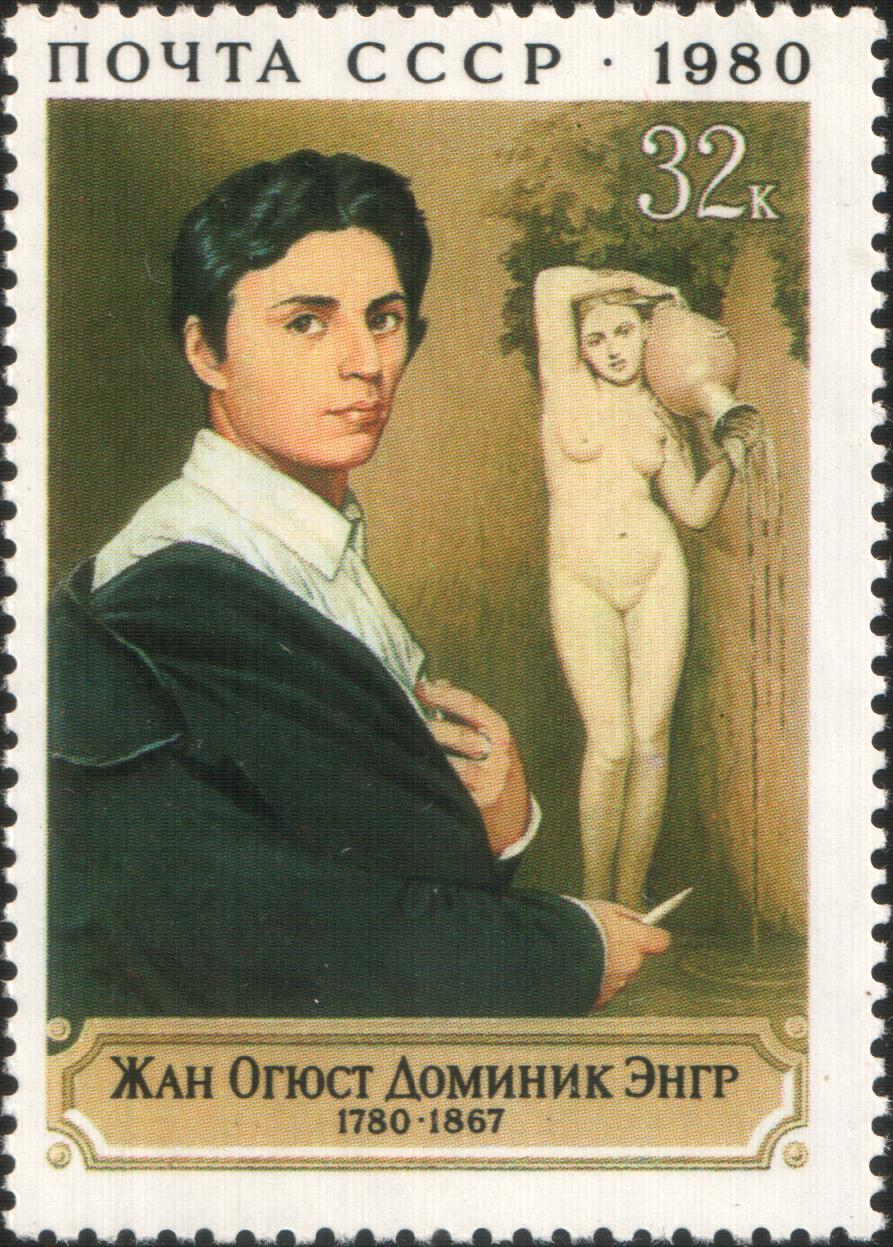
Omaggio filatelico concesso a Ingres nel 1980 in un francobollo dell'Unione Sovietica; sullo sfondo è riprodotto il quadro La sorgente (1856)

Ingres era considerato un eccellente insegnante, ed era assai apprezzato dai suoi studenti. Fra questi, il più conosciuto Théodore Chassériau, che si formò sotto la sua guida dal 1830, a partire dagli undici anni di età, concludendo gli studi nel 1834 quando Ingres fece ritorno a Roma. Ingres considerava Chassériau il suo discepolo più degno, tanto da ritenere che sarebbe diventato un «Napoleone della pittura». Gradualmente, tuttavia, Chassériau iniziò a simpatizzare con la scuola romantica, sino a quando la sua adesione ai principi pittorici di Delacroix non fu palese: Ingres non avrebbe mai tollerato quest'affronto, tanto che da quel momento innanzi avrebbe parlato di quello che era il suo studente preferito raramente e con toni critici. Tra gli altri allievi di Ingres nessuno sarebbe riuscito a formare una forte identità artistica: tra i più notevoli di loro si possono citare Jean-Hippolyte Flandrin, Henri Lehmann, e Eugène Emmanuel Amaury-Duval.
Ingres ebbe vasta eco nella generazioni di artisti successivi. Edgar Degas, malgrado l'ammirazione per Delacroix, avrebbe risentito non poco dell'influsso di Ingres, filtrato attraverso gli insegnamenti del maestro Louis Lamothe, pittore di modesta levatura; Ingres esercitò un'influenza forte e duratura anche su Henri Matisse e Pablo Picasso, anche loro profondamente debitori della pittura del maestro francese. Matisse, in particolare, descrisse Ingres come il primo artista «ad usare colori puri, delineandoli senza tuttavia alterarli». Di seguito si riporta il commento di Pierre Barousse, custode del Musée Ingres (istituito nel 1854):
(Pierre Barousse)
Per quanto riguarda le sue doti musicali con il violino, invece, ancora oggi vi è un acceso dibattito. È noto che Ingres suonasse i quartetti per archi di Beethoven con Niccolò Paganini; analogamente, in una lettera del 1839 Franz Liszt definì il suo talento «incantevole». Di un'opinione opposta era invece Charles Gounod, che osservò che Ingres «non era affatto professionale, né tanto meno un virtuoso».

## Opere principali
- Apoteosi di Omero (Ingres)
- Giove e Teti
- Il bagno turco (Ingres)
- La bagnante di Valpinçon
- La grande odalisca
- La sorgente
- Mademoiselle Caroline Rivière
- Napoleone I sul trono imperiale
- Ritratto di monsieur Bertin
- Ruggero libera Angelica
- Venere Anadiomene (Ingres)